# Ilona Scharff
Ilona Scharff (geborene Ritscher; * 2. Juni 1888 in Österreich-Ungarn; † 26. November 1964 in Hamburg) war eine ungarische Schauspielerin, die in Wien, Berlin und München als Helene Ritscher auftrat.

## Leben
Ilona Ritscher wuchs auf in Kismarton (Eisenstadt), das damals zu Ungarn gehörte.
1906 begann sie eine Schauspielausbildung am Konservatorium in Wien bei Alexander Römpler. Dort galt sie als sehr begabt.
Danach erhielt sie als Helene Ritscher erste kleinere Rollen am Burgtheater. Etwa im Herbst 1911 erhielt sie ein Engagement am Schiller-Theater in Berlin, wo sie aber keine wichtigen Rollen erhielt.
Nach einem Gastspiel im Sommer 1912 in München wurde sie bald am Staatstheater angestellt. Dort wurde sie eine beliebte Hofschauspielerin.
1919 heiratete Ritscher den Bildhauer Edwin Scharff. Sie gab ihre Bühnenkarriere auf, um ihn in seinem künstlerischen Werk zu unterstützen. Sie widmete sich auch intensiv ihren Kindern Tety (die später den Züricher Bühnenbildner Kurt Hirschfeld heiratete) und Peter Scharff (1922–2014, der Bühnenbildner in Neu-Ulm wurde).
1938 verlor ihr Mann seine Anstellung und durfte offiziell nicht mehr künstlerisch tätig sein. An diesem Tag erlitt sie ihren ersten Herzinfarkt, von dem sie sich lange nicht erholte.
Die Familie erwarb ein Bauernhaus in Kampen auf Sylt, wo sie danach gemeinsam lebten. Nach dem Krieg konnte ihr Mann Edwin wieder arbeiten.
Nach dessen Tod 1955 bezog sie eine Wohnung in der Straße Rutschbahn in Hamburg-Rotherbaum. Sie setzte sich erfolgreich dafür ein, dass dieser Straßenname erhalten blieb.

## Wirkungen
Helene Ritscher war eine anerkannte junge Schauspielerin in Wien, Berlin und München. Die Theaterkritiker Alfred Kerr und Herbert Ihering schätzten ihr Talent, für den Maler Oskar Kokoschka übernahm sie 1912 die Hauptrolle in seinem ersten Drama, in München hatte sie Kontakte zu den Dichtern Hugo von Hofmannsthal, Erich Mühsam, Frank Wedekind und dessen Frau und vielen weiteren Theaterschaffenden und Künstlern.
Von Oskar Kokoschka ist eine Lithografie mit einem Porträt von ihr  von 1912 erhalten, ihr Mann Edwin Scharff schuf eine Bronzebüste 1919, sowie danach verschiedene Werke als junge Frau und Mutter mit Kind.

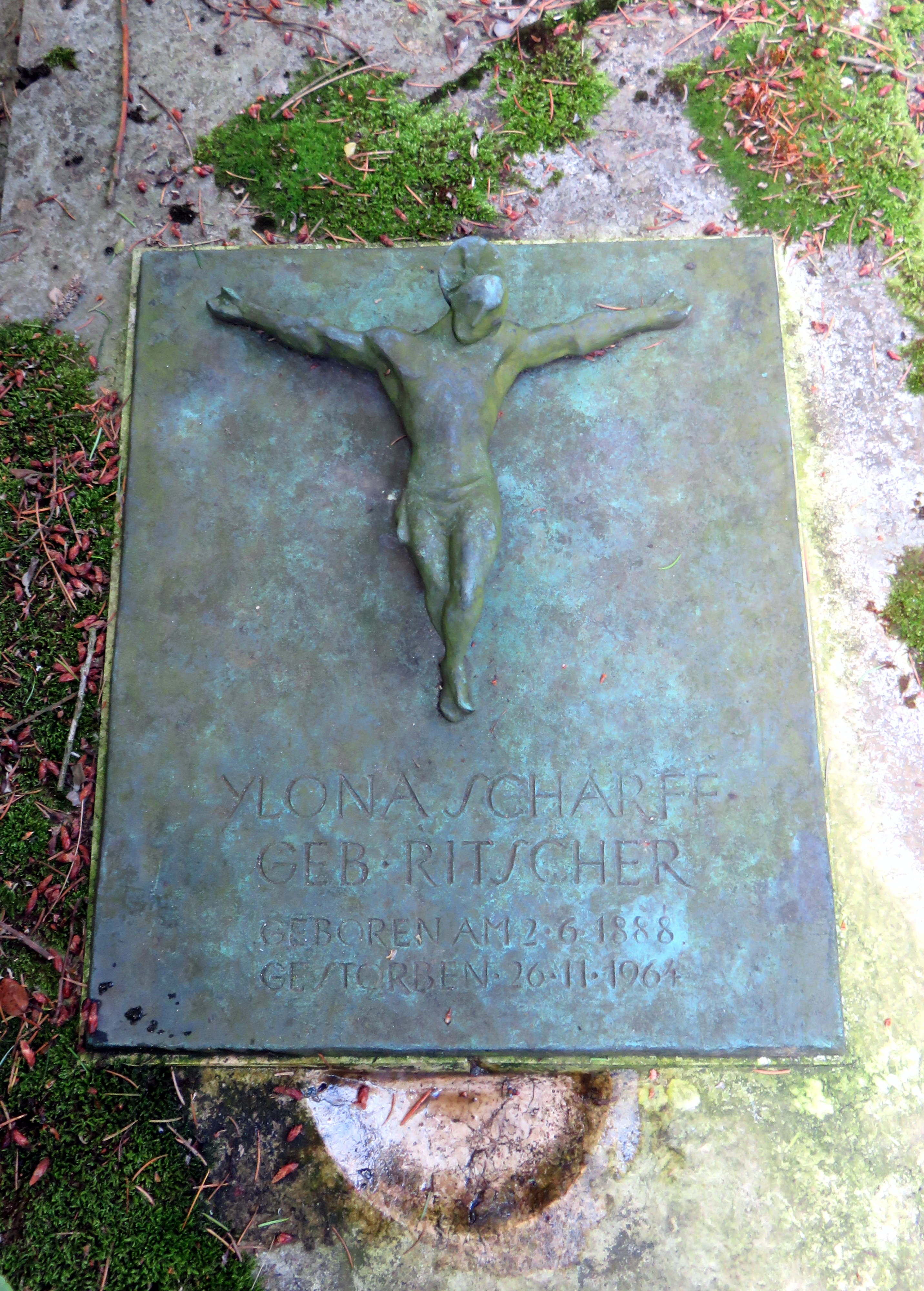
Grab auf dem Friedhof Ohlsdorf